# Swann Glacier
Swann Glacier är en glaciär i Västantarktis. Argentina, Chile och Storbritannien gör anspråk på området. Swann Glacier ligger 618 meter över havet.
Terrängen runt Swann Glacier är huvudsakligen kuperad, men norrut är den platt. Swann Glacier ligger nere i en dal som går i öst-västlig riktning.